# Northern Eagles Rugby League Football Club
Les Northern Eagles étaient un club professionnel australien de rugby à XIII disputant ses rencontres au Brookvale Oval de Brookvale ou au Central Coast Stadium de Gosford dans l'état de Nouvelle-Galles du Sud. Le club est issu de la fusion de deux clubs de rugby à XIII évoluant en National Rugby League, à savoir les Bears de North Sydney et les Sea Eagles de Manly. Il n'a connu qu'une existence de trois ans de 2000 à 2002, avec pour meilleur résultat une neuvième place en 2002. En 2002, le club disparaît à la fin de la saison, d'une part par la volonté des Sea Eagles de Manly de reprendre leur entité et d'autre part par le fait que les Eagles de Northern avait planifié de disputer ses matchs à Gosford uniquement et non plus au North Sydney éloignant du même coup les supporters Bears de North Sydney.
Aujourd'hui, les Sea Eagles de Manly-Warringah évoluent en National Rugby League remportant le championnat à deux reprises en 2008 et 2011, tandis que les Bears de North Sydney disputent l'anti-chambre de la National Rugby League, la Coupe de Nouvelle-Galles du Sud, et est devenu l'équipe réserve des Rabbitohs de South Sydney avec la volonté de rejouer en NRL lors d'une future expansion de ce championnat.

## Bilan du club
| Année                                  | Année | Saison régulière | Saison régulière | Saison régulière | Saison régulière | Saison régulière | Saison régulière | Saison régulière | Saison régulière | Saison régulière | Phase finale | Phase finale | Phase finale | Phase finale | Phase finale | Phase finale | Phase finale |
| Année                                  | Année | Class.           | Points           | MJ               | V.               | N.               | D.               | B.               | Pp.              | Pc.              | Perf.        | MJ           | V.           | N.           | D.           | Pp.          | Pc.          |
| National Rugby League (quatorze clubs) |       |                  |                  |                  |                  |                  |                  |                  |                  |                  |              |              |              |              |              |              |              |
| 2000                                   | 2000  | 12e              | 18               | 26               | 9                | 0                | 17               | 0                | 476              | 628              | Non qualifié | 0            | 0            | 0            | 0            | 0            | 0            |
| 2001                                   | 2001  | 10e              | 23               | 26               | 11               | 1                | 14               | 0                | 603              | 750              | Non qualifié | 0            | 0            | 0            | 0            | 0            | 0            |
| National Rugby League (quinze clubs)   |       |                  |                  |                  |                  |                  |                  |                  |                  |                  |              |              |              |              |              |              |              |
| 2002                                   | 2002  | 9e               | 24               | 24               | 10               | 0                | 14               | 2                | 503              | 740              | Non qualifié | 0            | 0            | 0            | 0            | 0            | 0            |

## Statistiques et records
Durant son existence, les Eagles présentent un bilan de trente victoires en soixante-seize rencontres, avec un nul et quarante-cinq défaites. Le club n'est jamais parvenu à se qualifier pour une phase finale.
Ben Walker détient le record de points inscrits sous le maillot des Eagles ainsi que le record de points inscrits en une saison puisqu'il n'y a évolué que lors de la saison 2001 avec 279 points inscrits. Brendon Reeves détient quant à lui le record d'essais marqués aux Eagles avec 30 essais devant Steve Menzies (29 essais). Sur une saison, c'est également Brendon Reeves qui détient le record avec 18 essais en 2001. Ben Walker détient de son côté le record de points inscrits lors d'un seul match avec 24 points, dont trois essais, contre Raiders de Canberra. Seulement un joueur a inscrit quatre essais dans un match, il s'agit de Albert Torrens contre les Bulldogs en 2000.
Le plus grand écart de points dans un match à l'actif des Eagles est de 28 points contre les Sharks de Cronnula en 2000 avec une victoire 30-2. En revanche, leur plus grand écart de points dans un match au passif des Eagles est contre les Warriors de New Zealand par 68-10 en 2002.